# Edmond Duthoit
Pour les articles homonymes, voir Duthoit.
Edmond Clément Marie Duthoit (1er mai 1837 à Amiens-11 juin 1889 à Amiens) est un architecte français du XIXe siècle, issu d'une famille d'artistes amiénois. Il est le fils d'Aimé Duthoit, le neveu de Louis Duthoit, dessinateurs et sculpteurs picards du XIXe siècle et le père de l'architecte Louis Duthoit.

## Biographie

### Famille
Edmond Duthoit est né le 1er mai 1837 à Amiens, fils d'Aimé Adrien Duthoit et de Joséphine Geneviève Pauchot.
Il se marie avec Rosalie Esther Adolphine Paillat, née en 1845 et ont ensemble un fils Louis Duthoit qui devient architecte comme son père.
Il meurt le 11 juin 1889 , à Amiens.

### Une carrière dans l'ombre d'un grand architecte
Edmond Duthoit fut l'un des plus fidèles élèves d'Eugène Viollet-le-Duc qui l'appelait : « mon jeune aide de camp », avec qui Aimé et Louis Duthoit, ses père et oncle, travaillèrent également. Il avait la charge, entre autres, de s'occuper de certains bâtiments, sur place, alors que son maître était obligé de faire continuellement des « tours » de France pour visiter chaque site.
C'est au château de Roquetaillade qu'il fit ses plus belles interventions, en collaboration étroite avec Viollet-le-Duc. Il suivit sur place, pour son maître, les travaux de décoration et la création du mobilier de 1864 jusqu'à la chute de Napoléon III en 1870, date à laquelle, faute d'argent, le chantier s'arrêta. Edmond Duthoit finit le chantier de 1875 à 1878, notamment les décors de la chapelle du XIIe siècle. Les décors de Roquetaillade sont uniques car ils sont certainement le seul exemple en France d'un travail complet de Viollet-le-Duc : architecture, restauration, décoration, mobilier et objets.

### Une ouverture vers l'art oriental
Durant ses voyages d'adolescence en Espagne du Sud, en Afrique du Nord et au Moyen-Orient, Edmond Duthoit découvrit l'art mauresque. Chargé de mission en Orient, il a accompagné en 1861-1863 et 1862-1864, en Syrie et à Chypre, le comte Melchior de Vogüé, dont il collabora à la publication de l'Architecture civile et religieuse du Ier au VIIe siècle en Syrie, d'où le nom de la salle des antiquités chypriotes au Louvre : Voguë-Duthoit. Il réalisa une série impressionnante de dessins sur les monuments du Proche Orient et d'Algérie. Il fut chargé par le gouvernement français d'arbitrer un conflit qui opposait en 1872, la municipalité de Tlemcen et la population au sujet d'un aménagement urbain portant atteinte à la Grande mosquée de la ville. Il fut de 1880 à sa mort, architecte en chef des monuments historiques d'Algérie et participa à la mise en place des fouilles archéologiques des sites romains de Tipaza, Timgad, Djémila en Algérie et d'autres en Tunisie.
Nommé en 1866 inspecteur des Monuments historiques des départements de l'Oise et de la Somme, il s'installa à Amiens en 1870 et partagea son temps entre la Picardie et l'Algérie. C'est à partir de 1884, qu'il réalisa son chef-d’œuvre, la basilique Notre-Dame de Brebières à Albert dans la Somme, monument majestueux, inspiré à la fois de l'art byzantin et de l'art mauresque où l'on peut déceler l'influence de l'architecte Léon Vaudoyer.
Il fut membre de la Société des antiquaires de Picardie.

## Principales œuvres

### Restauration
- Restauration de Notre-Dame de Paris
- Restauration de la Cathédrale d'Amiens (Somme)
- Restauration de la cathédrale de Senlis (Oise)
- Basilique de la Nativité de Bethléem à Bethléem
- Collégiale Notre-Dame de Montataire (Oise)
- Église Saint-Étienne de Beauvais (Oise)
- Abbatiale de Saint-Martin-aux-Bois (Oise)
- Abbatiale de Berteaucourt-les-Dames (Somme)
- Église Saint-Martin de Namps-au-Val (Somme)
- Château de Pierrefonds (Oise)
- Château de Roquetaillade (Gironde)
- Château de Sully
- Château de La Rivière (Gironde)

### Construction et décoration
- Château d'Abbadia à Hendaye, avec Eugène Viollet-le-Duc (1864-1879), notamment la décoration de la chapelle ;
- Pont-Noyelles : Colonne Faidherbe (1872) ;
- Albert (Somme) : basilique Notre-Dame de Brebières (1885-1897) ;
- Église néo-gothique Saint-Martin de Brias ;
- Église de Souverain-Moulin à Pittefaux ;
- Décoration de la cathédrale de Boulogne-sur-Mer[5].

## Publication
- Un Amiénois en Orient, Edmond Duthoit, architecte 1837-1889, 1936

## Hommage et distinctions
- Chevalier de la Légion d'honneur (1882)[8]
- officier de l'ordre du Médjidié